# Simulium vantshi
Simulium vantshi är en tvåvingeart som först beskrevs av Petrova 1983.  Simulium vantshi ingår i släktet Simulium och familjen knott. Inga underarter finns listade i Catalogue of Life.